# Яблоня Сиверса
Я́блоня Си́верса (лат. Málus sievérsii) — дикоплодовый вид предгорных яблонь, произрастающих в Средней Азии и Казахстане. Согласно ДНК-исследованиям, является родоначальницей многих современных сортов яблони домашней.

## История описания
Первое описание данного вида яблонь (1793) принадлежит ботанику Иоганну Сиверсу, который встретил яблоневый лес в долине реки Урджар. В советское время длительное время изучал этот вид яблони академик НАН Казахстана Аймак Джангалиев, ставший первым руководителем Института плодоводства и виноградарства АН КазССР. О нём даже вышел фильм «Отец яблок — Аймак Джангалиев».
В 1792—1794 годах появилось первое название яблони, которое используется и до сегодняшнего дня. В заметках Иогана Сиверса отмечено, что в горах Тарбагатай он нашел яблоневые деревья, у которых глубокие корни. Эта яблоня обладает необычным для своего семейства свойством приспосабливаться к самым разнообразным условиям. Она предпочитает высокие температуры, короткие зимы и хорошее увлажнение, но может произрастать в областях с долгими морозными зимами и выдерживает сухой климат.
Собранный материал отправили на обработку к знаменитому К. Ледебуру, который и назвал яблоню в честь первооткрывателя.

## Ботаническое описание
Яблоня Сиверса — листопадное дерево, в благоприятных условиях достигающее высоты от 5 до 12 метров, внешне очень схожее с многими сортами культурных яблонь. Пыльца неоднородна по размеру, в сухом виде овальна по форме, во влажном сферическая. Плоды имеют максимальный размер среди всех видов диких яблонь и достигают 7 см в диаметре, что близко к размерам плодов многих сортов домашней яблони. В отличие от окультуренных яблонь листья большинства деревьев яблони Сиверса осенью краснеют. Дерево обладает способностью размножаться вегетативно прикорневыми побегами, причём это происходит независимо от состояния кроны материнского растения и зависит в основном от качества и увлажнения почвы. В настоящее время вид считается угрожаемым в силу хозяйственной деятельности человека в ареале произрастания.

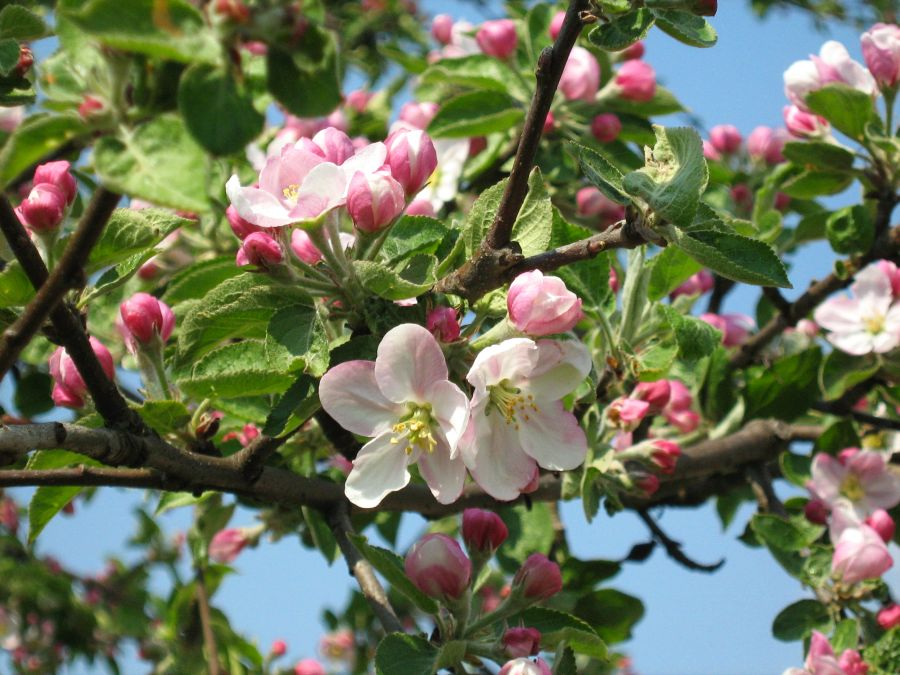
Цветки
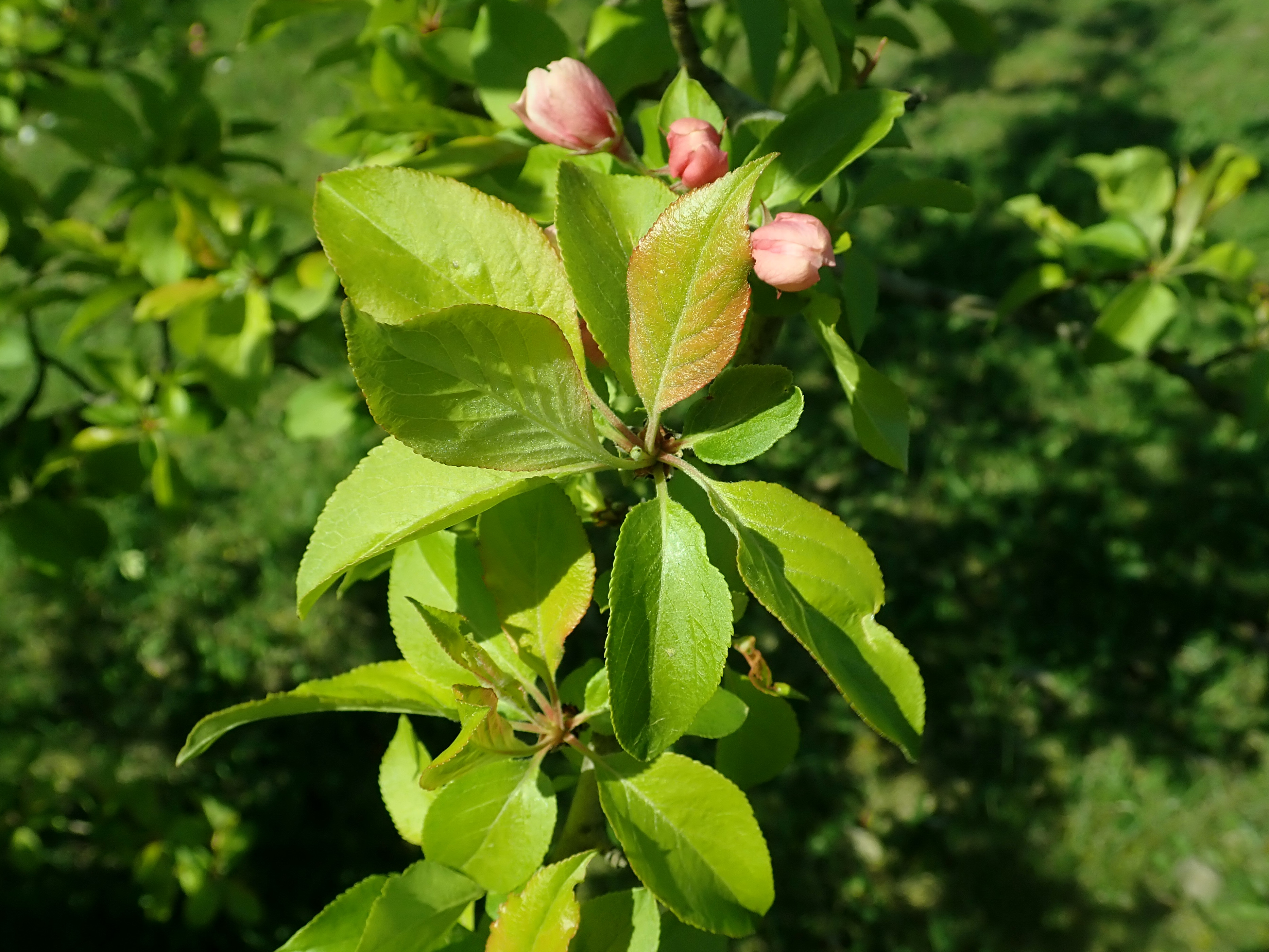
Листья и бутоны
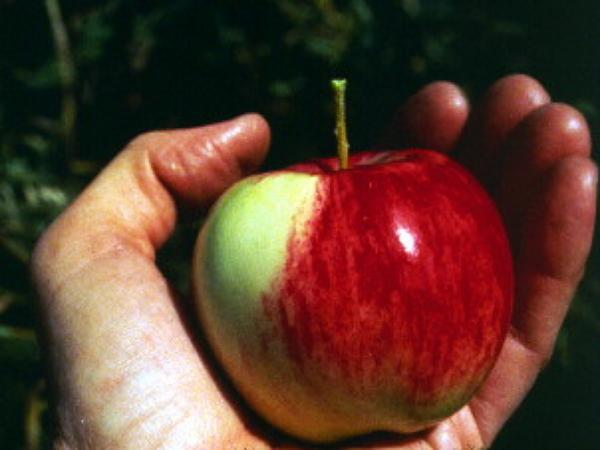
Плод дикой яблони Сиверса
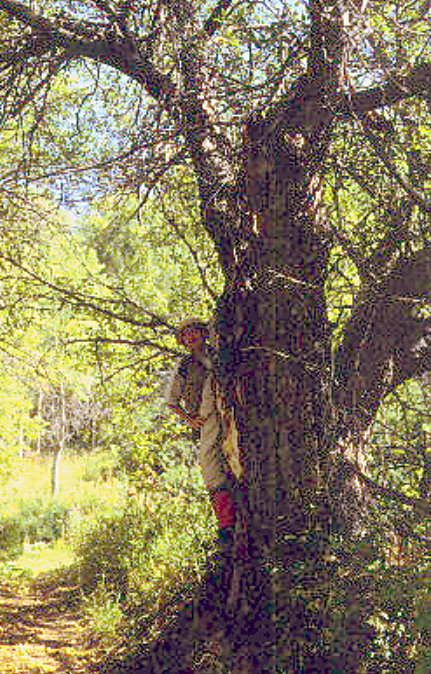
Взрослое дерево (Казахстан)

## Русскоязычные синонимы
- Яблоня гиссарская
- Яблоня киргизов
- Яблоня киргизская
- Яблоня неравнолистная
- Яблоня персиколистная
- Яблоня разнолистная
- Яблоня туркменская
- Яблоня тянь-шанская
- Яблоня Шишкина
- Яблоня Юзепчука

## Синонимы научного названия
- Malus anisophylla Sumnev.
- Malus heterophylla Sumnev.
- Malus hissarica Kudr.
- Malus jarmolenkoi Poljak.
- Malus juzepczukii Vassilcz.
- Malus kirghisorum Al. Fed. & Fed.
- Malus kudrjaschevii Sumnev.
- Malus linczevskii Poljakov
- Malus persicifolia (Popov) Sumnev.

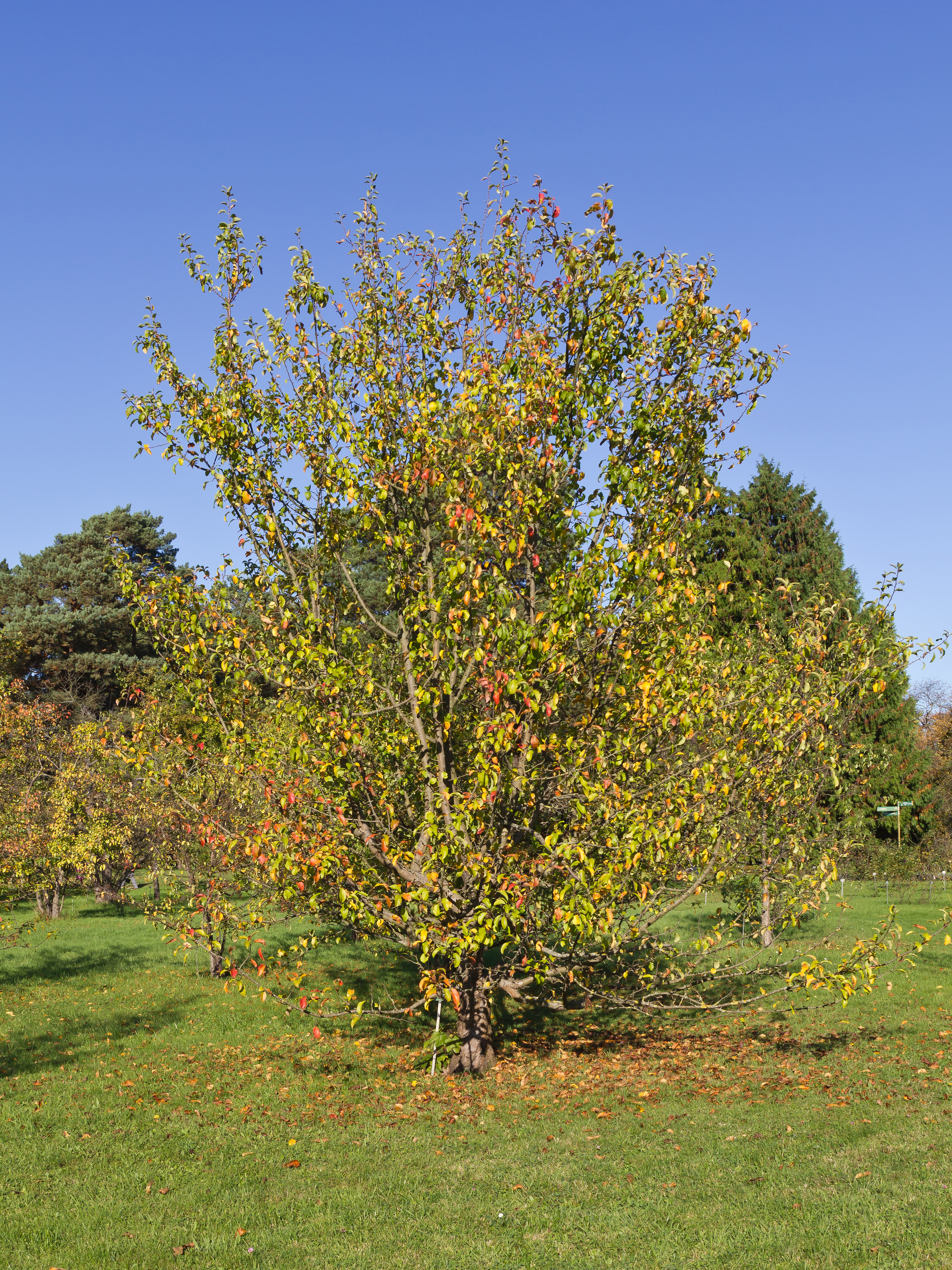
Дерево яблони Сиверса в ботаническом саду Берлина

- Malus pumila var. persicifolia Popov
- Malus schischkinii Poljakov
- Malus sieversii ssp. hissarica (Kudr.) Likhonos
- Malus sieversii ssp. kirghisorum (Al. Fed. & Fed.) Likhonos
- Malus sieversii ssp. turkmenorum (Juz. & Popov) Likhonos
- Malus sylvestris ssp. sieversii (Ledeb.) Soo
- Malus tianschanica Sumnev.
- Malus turkmenorum Juz. & Popov[7]

## Соотношение с другими видами
Яблоне Сиверса близки следующие два горных вида: Яблоня киргизская (Malus kirghisorum) и Яблоня Недзвецкого (Malus niedzwetzkyana).
Согласно ДНК-исследованиям, яблоня Сиверса является родоначальницей многих современных сортов яблони домашней. Другой ДНК-анализ показал, что существенный вклад в происхождение яблони домашней наряду с яблоней Сиверса внесла и дикая лесная яблоня.

## Ареал

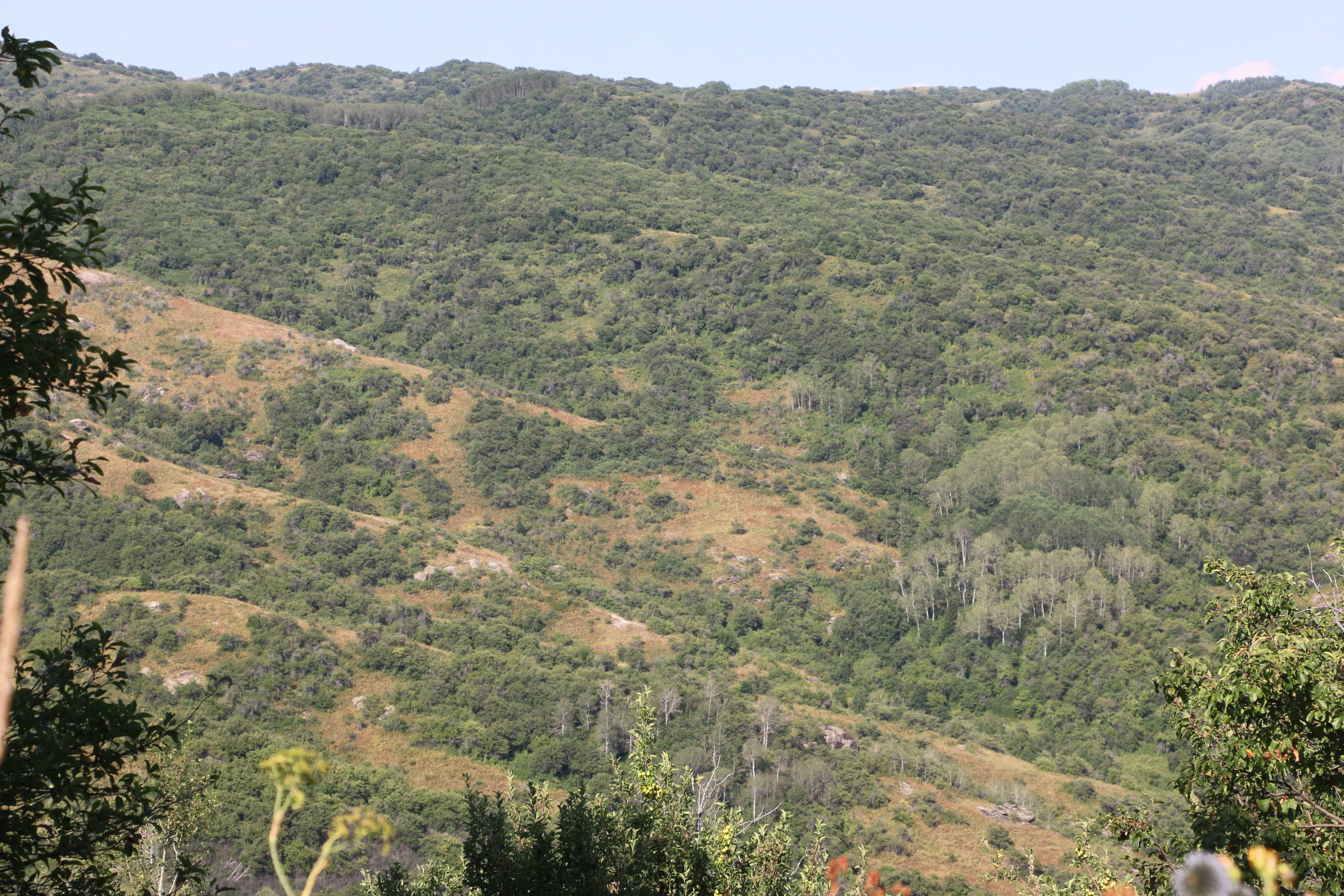
Дикие заросли яблони Сиверса в Жонгар-Алатауском национальном парке

В XXI веке яблоня Сиверса находится под угрозой исчезновения из-за антропогенного воздействия Распространена по следующим хребтам (Джангалиев А. Д., 1977[уточнить]).:
- Джунгарский Алатау — 48,8 %;
- Заилийский Алатау — 25,4 %;
- Каратау — 12,1 %;
- Таласский Алатау — 11,7 %;
- Тарбагатай — 2 %.

Таким образом, на территории Казахстана около 75 % рощ яблони Сиверса сосредоточены в основном в Заилийском и Джунгарском Алатау. В 1992 году, согласно М. М. Исину, площадь яблоневых рощ составляла около 11 тысяч гектаров. С тех пор она сильно сократилась. Основная проблема — нелегальная вырубка лесов в предгорьях с быстро растущим населением, расчищающим место под выпас скота или же частную застройку (особенно в окрестностях Алма-Аты, население которого только в 1959—1989 годах выросло в 2,4 раза, за период между 1989 и 2009 годами — ещё на 21 %). Другая проблема — перекрёстное опыление с окультуренными видами яблонь.

## Химический состав
Плоды состоят на 84—85 % из воды, 6—16 % из сахаров. Содержат 0,15—1,5 % кислот, среди которых в основном лимонная, яблочная и виноградная. Пектиновых веществ 3,18 %, азотсодержащих 0,3 %, клетчатки 1,21 %, золы 0,42 %. Кожура содержит красящий пигмент кверцетин и следы эфирного масла, придающего плодам аромат. В семенах содержится 0,6 % глюкозида амигдалина и 23—33 жирного пищевого масла. Содержат витамины А, В1, В2, аскорбиновую кислоту. В коре содержится до 7 % дубильных веществ. В лубе заключаются красящие вещества.

## Значение и применение
Сушеные листья использовали как суррогат чая. Плоды — ценный корм для свиней. В Казахстане яблоня Сиверса использовалась как подвой для культурных сортов.
Медоносное растение. Пчелы собирают нектар и пыльцу. Продуктивность при сплошном произрастании 20 кг/га.